# Budy Wandalińskie
Budy Wandalińskie (prononciation [ˈbudɨ vandaˈliɲskʲɛ]) est un village de la gmina de Brójce, du powiat de Łódź-est, dans la voïvodie de Łódź, situé dans le centre de la Pologne.
Il se situe à environ 6 kilomètres au nord-ouest de Brójce (siège de la gmina) et 12 kilomètres au sud-est de Łódź (siège du powiat et capitale de la voïvodie).
Sa population s'élevait approximativement à 180 habitants en 2006.

## Administration
De 1975 à 1998, le village était attaché administrativement à l'ancienne voïvodie de Łódź.

Depuis 1999, il fait partie de la nouvelle voïvodie de Łódź.